# Anaphalis margaritacea
Anaphalis margaritacea — вид квіткових рослин з родини айстрових (Asteraceae). Ареал: Канада, Сен-П'єр і Мікелон, США, пн. Мексика, Китай, Індія, Японія, М'янма, Непал, Пакистан, Тайвань, Таїланд, В'єтнам.

## Середовище
Населяє сухі ліси, часто з осикою або змішаною хвойно-листяною деревиною, бордюри та стежки, дюни, поля, узбіччя доріг, інші відкриті, часто порушені ділянки; 0–3200 метрів

## Біоморфологічний опис
Багаторічник. Кореневища відносно тонкі. Стебла біло, щільно запушені, не залозисті. Листкові пластинки 1–3-роздільні, 3–10(15) см, краї закручені, нижні грані запушені або голі (проксимальні листки), не залозисті або дуже рідко і непомітно залозисті, верхні грані зелені, голі. Обгортки 5–7 × 6–8(10) мм. Філярії яйцюваті або майже лінійні (найбільш внутрішні), від рівних до нерівних, верхівки білі, непрозорі. Ципсели 0,5–1 мм. 2n = 28.

## Використання
Молоде листя можна вживати в їжу приготовленим. Є медичне використання. Вся рослина є заспокійливим, антисептичним, в'яжучим, відхаркувальним і заспокійливим засобом. Жовтий або золотистий, а також зелений і коричневий барвники можна отримати з комбінованих квітів, стебел і листя. Листя, квіти та стебла використовували як пахощі, особливо в дитячих колисках.